# Terezija Deteta Jezusa in Svetega Obličja
Sveta Terezija Deteta Jezusa in Svetega Obličja (redovno ime francosko Thérèse de l’Enfant Jésus et de la Sainte Face), rojena kot Marija Frančiška Terezija Martin (francosko Marie-Françoise-Thérèse Martin), sicer pa znana tudi kot  Sveta Terezija iz Lisieuxa in Mala cvetka, francoska karmeličanka, svetnica in cerkvena učiteljica, * 2. januar 1873, Alençon, Francija, † 30. september 1897, Lisieux, Francija.

## Življenjepis
Rodila se je kot najmlajša od devetih otrok premožnih zakoncev Ludvika Martina in Zelije Guérin. (Oba sta bila kasneje razglašena za blažena.) Prvi štirje otroci so jima umrli v zgodnji mladosti, ostalih pet hčera, pa je šlo v samostan: štiri h karmeličankam in ena k vizitatinkam. 
Pri štirih letih in pol ji je umrla mama, skrb za otroke je prevzel oče. Skupaj s sestro Celino sta hodili v šolo k benediktinkam. Ko je bila Terezija stara 10 let, je nevarno zbolela. Pozneje je o tem zapisala: »Mala cvetka je venela, kot da se je za vedno posušila. A ob njej je bilo sonce - to sonce je bil čudodelni Marijin kip.« Ozdravil jo je »očarljiv smehljaj Preblažene Device«. Že pri petnajstih letih je neuspešno poskusila vstopiti v Karmel, zato je z očetom šla v najprej v Bayeux k škofu, nato pa še v Rim papeža prosit za dovoljenje za vstop. Kljub temu ni dobila soglasja. V samostan je lahko vstopila pol leta kasneje. Vstopila je z namenom, »da bo reševala duše in predvsem molila za duhovnike«.
V januarju 1889 je prejela samostansko haljo in ime Terezija Deteta Jezusa in Svetega Obličja, 8. septembra 1890 je izrekla zaobljube in dobila nalogo biti pomočnica učiteljice novink. Umrla je zaradi tuberkuloze v starosti 24 let.
26 let po smrti je bila razglašena za blaženo. Leta 1925 jo je papež Pij XI. razglasil za svetnico, leta 1944 skupaj s sveto Ivano Orleansko pa kot drugo zavetnico Francije, 9. oktobra 1997 pa jo je Janez Pavel II. razglasil za cerkveno učiteljico.

## Povest duše
V januarju 1895 je Terezija na ukaz predstojnice matere Agneze (rodne sestre) pričela pisati svoje spomine iz otroških let, prvi del avtobiografskih spisov. Kasneje je bilo temu dodano še pismo najstarejši rodni sestri kot nadaljevanje spominov na otroštvo ter opis življenja v skupnosti karmeličank, napisan v juniju 1897 za novo predstojnico.

## Mala pot
Za Terezijo je Bog ljubezen, ki se razodeva ubogim in ponižnim. Bog kot ljubezen vabi k življenju zaupnega odnosa s samim seboj in bližnjimi, da bi po Jezusovem zgledu služili bratom in sestram. Izkušnja Boga se razodeva v občestvu in v služenju. Terezija je med drugim dejala: »Moj poklic je ljubezen!«